# هستدروت
الهِسْتَدْرُوت (بالعبرية: ההסתדרות הכללית של העובדים בארץ ישראל، معناها: المنظمة العامة للعمال في أرض إسرائيل) هو الاتحادُ النِّقابيُّ العُمَّاليُّ الأهمُّ في إسرائيلَ، وممثلُ معظمِ نِقاباتها. ينضوي الهستدروتُ تحت الاتحاد النقابي الدُّوَلي، ويبلغ عدد عضوياته نحوُ 800٬000 عامل. أُسس الهستدروتُ في حيفا شمال فلسطينَ سنة 1920 إبّانَ الاحتلال البَريطاني، وسرعان ما أصبح إحدى أهم المؤسسات المنظِّمة للشأن اليهودي داخل فلسطين، ما يجعل منه أحد أهم العناصر الممهِّدة لقيام دولة الاحتلال.

## التأسيس
الهستدروت هو اختصار ل (الاتحاد العام لعمال إسرائيل) ، وقد تأسس في ديسمبر عام 1920 أي في عهد الانتداب. وقد عقد الهستدروت مؤتمره التأسيسي في مدينة حيفا بين 4و 9/12/1920 وأعلن رسمياً عن تشكيله. وقد أكدت القرارات والكلمات التي ألقيت في المؤتمر الأول الصهيوني للهستدروت، وجاء في مقدمة هذه القرارات أن هدف الاتحاد الموحد لجميع العمال والفلاحين الذين يعيشون بعرق جبينهم دون استغلال جهودالآخرين أن يسير قدما في عملية استيطان الأرض، وأن يقحم نفسه في كل المسائل الاقتصادية والثقافية التي تمس العمل في فلسطين، وأن يبني مجتمعا يهوديا هناك.
كما أكدت القرارات أن هدف الهستدروت الرئيسي هو تحقيق الأهداف الصهيونية وأنه يعتبر نفسه جزءا لا يتجزأ من العوامل الأساسية في العمل الصهيوني، وفي الهجرة والتوطين والسيطرة على فلسطين واستعمارها، وفي وضع الأسس اللازمة لاقتصاد سليم مزدهر قادر على استيعاب أكبر عدد ممكن من المهاجرين. عند تكوينه الاتحاد لم يكن يضم أكثر من 4500 عضوا ولكنه أصبح من القطاعات الرئيسية في فلسطين ، وبانتهاء الانتداب كان عدد أعضائه يربو على 200.000 أي نحو 75% من مجموع اليهود ذوى الرواتب والأجور.
كان رأفت الهجان عضوا في الهستدروت وقد مكنت علاقته من اطلاع مصر على تفاصيل العدوان الثلاثي.

## دورها
ولهذه المنظمة ثقل كبير في إسرائيل سياسيا فهي تعتبر دولة داخل دولة حتى إن بعض النقاد الساخرين في إسرائيل يشبهون بنايته الضخمة في تل أبيب بالكرملين في روسيا. كما أن الهستدروت يشكل قوة اقتصادية واجتماعية كبرى، فهو يملك أو يشرف على مؤسسات اقتصادية تساهم بنحو 60% من الإنتاج الزراعي في إسرائيل، و50% من الصناعة الثقيلة، و25% من الإنتاج الصناعي، و45% من أعمال البناء، و39% من وسائل النقل، أي أنه يسيطر على حوالي ربع الإنتاج القومي. وهويشترك أحيانا مع رأس المال الحكومي أو الخاص أو الأجنبي في إقامة المشاريع وإدارتها في الداخل، وفي بعض البلدان في الخارج، ولا سيما أفريقيا وبعض بلدان آسيا وأمريكا اللاتينية. وللهستدروت مصرف خاص ومؤسسات كبيرة للخدمات الصناعية والاجتماعية. والمعهد «الأفروآسيوي للدراسات العمالية والتعاون» تابع له، وهو يصدر جريدة دافار، وله دار نشرة خاصة به.

## الرئيس الحالي
الرئيس الحالي للمنظمة هو أرنون بار دافيد